# Dysplazja włóknista kości
Dysplazja włóknista kości – rzadka nowotworopodobna zmiana dotycząca kości.

## Patogeneza
Choroba spowodowana jest postzygotyczną mutacją aktywacyjną genów w położeniu 20q13.2-q13.3 loci GNAS, które kodują podjednostkę α receptora Gs z rodziny receptorów sprzężonych z białkiem G. W kości konstytutywna sygnalizacja receptora Gsα powoduje upośledzone różnicowanie i proliferację komórek zrębowych szpiku kostnego. Choroba nie jest dziedziczna.

## Morfologia
Prawidłowa kość beleczkowa zostaje zastąpiona przez tkankę łączną, w której można stwierdzić bezładnie rozrzucone wyspy nieprawidłowej kości. Czasem obecne są również elementy chrzęstne. Radiologicznie obserwuje się zwiększoną przepuszczalność dla promieniowania chorobowo zmienionych fragmentów kości.

## Obraz kliniczny

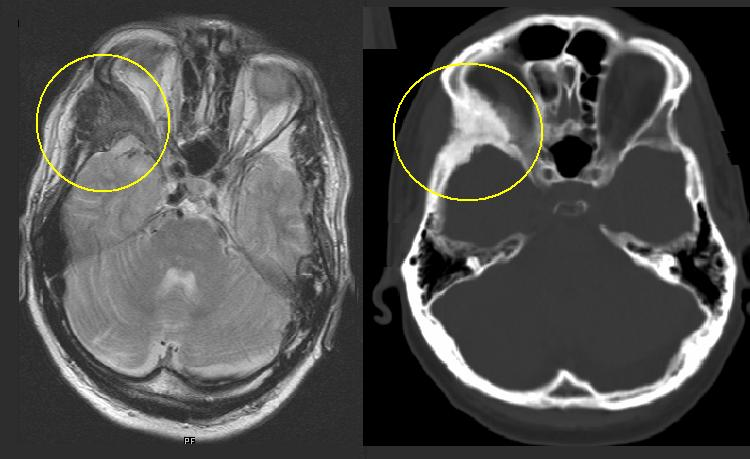
Dysplazja włóknista prawej kości jarzmowej; po lewej obraz MRI T_{2}-zależny, po prawej obraz TK.

Większość przypadków przebiega bezobjawowo. Wyróżnia się trzy postacie kliniczne:
- z zajęciem pojedynczej kości – najczęstsza, dotyczy 70% przypadków. Pojawia się zwykle w okresie dojrzewania, po zakończeniu wzrostu kości proces chorobowy ulega samoczynnie wygaszeniu. Najczęściej zajęte są żebra, kość udowa, piszczel, żuchwa, kości szczęki i sklepienie czaszki, ale inne lokalizacje również są możliwe. Niekiedy dochodzi do złamań lub deformacji kości.
- z zajęciem wielu kości – występuje w 25% przypadków, pojawia się wcześniej niż postać obejmująca jedną kość. Często powoduje deformacje kości twarzoczaszki, obejmuje również miednicę, kość udową i kości obręczy barkowej. U chorego obserwuje się ograniczenie ruchomości i złamania patologiczne. Zajęcie wielu kości występuje również w obrazie klinicznym dysplazji nazywanej rodzinną osteolizą ekspansywną, choroby dziedziczonej autosomalnie dominująco, związanej z mutacją genu kodującego receptor aktywujący osteoklasty RANK, który zlokalizowany jest w loci 18q21.[3]
- z zaburzeniami endokrynologicznymi – występuje częściej u kobiet. Zmiany kostne lokalizują się po jednej stronie ciała, obecne są również przebarwienia skóry o wyglądzie kawy z mlekiem (café-au-lait) po tej samej stronie ciała. Obserwuje się przedwczesne dojrzewanie płciowe. Zmiany kostne i skórne połączone z przyspieszonym dojrzewaniem określane są jako zespół McCune’a-Albrighta[4]. Czasem towarzyszy mu nadczynność tarczycy i zespół Cushinga. Ta postać dysplazji bywa opisywana łącznie z neurofibromatozą typu 1.

Rzadkim powikłaniem dysplazji włóknistej jest rozwój na jej podłożu mięsaka. Takie zmiany obserwuje się u pacjentów z mnogimi zmianami lub poddanych radioterapii.

## Leczenie
W cięższych przypadkach ze złamaniami kości konieczne jest jej wyłyżeczkowanie i przeszczep.

## Klasyfikacja ICD10
| kod ICD10     | nazwa choroby                                              |
| ------------- | ---------------------------------------------------------- |
| ICD-10: M85   | Dysplazja włóknista                                        |
| ICD-10: M85.0 | Dysplazja włóknista (pojedynczej kości)                    |
| ICD-10: K10   |                                                            |
| ICD-10: K10.8 | Zwyrodnienie włókniste szczęk lub żuchwy                   |
| ICD-10: Q78   |                                                            |
| ICD-10: Q78.1 | Uogólnione włóknisto-torbielowate zwyrodnienie kości       |
| ICD-10: Q78.3 | Postępująca sklerotyzująca dysplazja trzonów kości długich |